# Ecsegfalva
Ecsegfalva ist eine ungarische Gemeinde im Kreis Gyomaendrőd im Komitat Békés.

## Geografische Lage
Ecsegfalva liegt 25 Kilometer nordöstlich der Stadt Gyomaendrőd, am Ufer des Hortobágy-berettyó-főcsatorna. Nachbargemeinden sind Dévaványa und Kisújszállás.

## Geschichte
Bis 1949 war der Ort ein Teil der Großgemeinde Dévaványa und trug den Namen Pusztaecseg. Er wurde dann eine eigenständige Gemeinde und 1950 wurde der Name des Ortes in Ecsegfalva geändert.

## Gemeindepartnerschaft
- Comandău, Rumänien

## Sehenswürdigkeiten
- Großtrappen-Reservat (Sterbetz István Túzokvédelmi Látogatóközpont), südlich des Ortes gelegen
- Körös-Maros-Nationalpark (Körös-Maros Nemzetipark)
- Römisch-katholische Kirche Jézus Szíve,

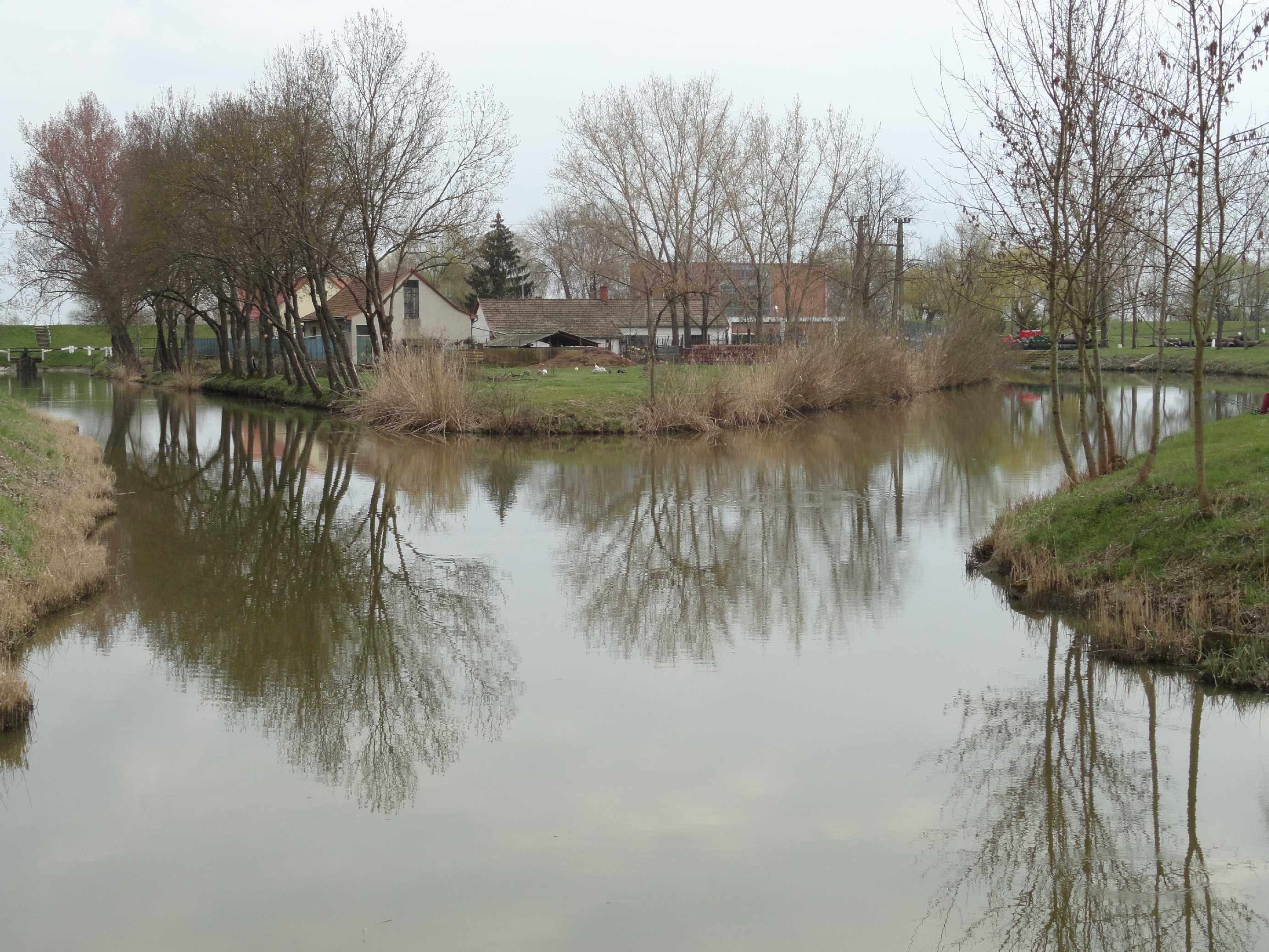
Ecsegfalva

## Verkehr
Durch Ecsegfalva verläuft die Landstraße Nr. 4205. Die nächstgelegenen Bahnhöfe befinden sich in Dévaványa und Kisújszállás.